# NGC 6522
NGC 6522 је збијено звездано јато у сазвежђу Стрелац које се налази на NGC листи објеката дубоког неба.
Деклинација објекта је - 30° 2' 0" а ректасцензија 18h 3m 34,1s. Привидна величина (магнитуда) објекта NGC 6522 износи 9,9. NGC 6522 је још познат и под ознакама GCL 82, ESO 456-SC43.